# 汇添富基金
汇添富基金管理股份有限公司（英語：China Universal Asset Management Co.，Ltd.），也称为China Universal或CUAM，是一家中华人民共和国投资管理公司。

## 历史
成立于2005年2月。它的总部位于中国上海市，在北京市、广州市和成都市设有分支机构。该公司由东方证券股份有限公司、文汇新民联合报业集团和东方航空集团发起成立。